# Tomasz Leżański
Tomasz Antoni Leżański (ur. 14 maja 1947 w Warszawie) – polski łucznik, olimpijczyk z Monachium. Syn Antoniego i Krystyny (z d. Ostrowska).

## Kariera sportowa
W latach 1961–1971 należał do klubu sportowego Łączność Warszawa. Następnie do Marymont Warszawa (1971-1983), Drukarz Warszawa (1983-1984), a od 1984 r. do klubu KSN Start Warszawa. Trenerami jego byli: Mieczysław Nowakowski, Michał Januszewski i Adam Pazdyka.

## Życiorys
W 1966 r. ukończył Technikum Chemiczne nr 3 w Warszawie. W 1974 r. został absolwentem Politechniki Warszawskiej Wydziału Mechanicznego Energetyki i Lotnictwa (maszyny i urządzenia energetyczne). Następnie rozpoczął pracę na tym samym wydziale w Instytucie Techniki Cieplnej. Został uhonorowany tytułem Mistrz Sportu oraz w 2003 r. Nagrodą Miasta Stołecznego Warszawy. Jest żonaty i mieszka w Warszawie. Od 1983 r. uczestniczy w zawodach jako niepełnosprawny. Po przejściu choroby Heinego-Medina ma niedowład lewej nogi.

## Osiągnięcia sportowe
- 1970 – złoty medal Mistrzostw Polski (wielobój indywidualny);
- 1970 – 8. miejsce Mistrzostw Europy, Hradec Králové (wielobój indywidualny);
- 1972 – 46. miejsce podczas Igrzysk Olimpijskich w Monachium (4-bój indywidualny);
- 1990 – złoty medal Mistrzostw Polski Niepełnosprawnych;
- 1991 – złoty medal Mistrzostw Polski Niepełnosprawnych;
- 1995 – złoty medal Mistrzostwa Europy Niepełnosprawnych, Francja (drużynowo);
- 1996 – srebrny medal Igrzysk Paraolimpijskich w Atlancie (drużynowo – razem z Ryszardem Olejnikiem i Stanisławem Jońskim);
- 1997 – 2. miejsce Mistrzostw Europy Niepełnosprawnych, Spello, Włochy (drużynowo);
- 1998 – 3. miejsce Mistrzostw Świata Niepełnosprawnych, Stoke Mandeville, Anglia (indywidualnie i drużynowo);
- 2001 – 2. miejsce Mistrzostw Świata Niepełnosprawnych, Nymburk, Czechy (drużynowo);
- 2001 – złoty medal Mistrzostw Polski Niepełnosprawnych;
- 2002 – 2. miejsce Mistrzostw Europy Niepełnosprawnych, Spała (indywidualnie);
- 2002 – 3. miejsce Mistrzostw Europy Niepełnosprawnych, Spała (drużynowo);
- 2002 – złoty medal Mistrzostw Polski Niepełnosprawnych;
- 2003 – złoty medal Mistrzostw Polski Niepełnosprawnych;
- 2003 – 3. miejsce Mistrzostw Świata Niepełnosprawnych, Madryt (drużynowo);
- 2004 – srebrny medal Igrzysk Paraolimpijskich w Atenach (indywidualnie);
- 2005 – srebrny medal Mistrzostw Świata Niepełnosprawnych (drużynowo – razem z Ryszardem Olejnikiem, Stanisławem Jońskim i P. Sawickim)[3];
- 2005 – brązowy medal Mistrzostw Świata Niepełnosprawnych (indywidualnie)[4].

## Odznaczenia
- Srebrny Krzyż Zasługi (2 września 1996, za wybitne osiągnięcia sportowe)[5]